# Patrick Roy (homme politique)
Pour les articles homonymes, voir Patrick Roy et Roy.
Ne doit pas être confondu avec Patrick Leroy, également ancien député-maire de Denain.
Patrick Roy, né le 30 août 1957 à Denain et mort le 3 mai 2011 à Valenciennes dans le Nord, est un homme politique français.

## Biographie
Il devient député le 16 juin 2002 dans la dix-neuvième circonscription du Nord. Il est réélu le 17 juin 2007. À l'Assemblée nationale, il siège au sein du groupe socialiste et est membre de la commission des Affaires culturelles et de l'Éducation.
Lors des élections municipales de 2008, il est élu maire de sa ville natale de Denain, après que sa liste « Ensemble pour Denain » a obtenu 50,24 % des suffrages dès le premier tour de scrutin.

### Personnalité
Connu pour ses commentaires virulents, il n'hésite pas à conspuer les orateurs de la majorité dans l'hémicycle. Lors de ses interventions, il est, à son tour, régulièrement conspué par les députés du groupe UMP. Il ne se prive jamais d'une boutade ou d'un mot et est assez souvent rappelé à l'ordre par Bernard Accoyer, le président de l'Assemblée nationale.
Il est régulièrement cité par le chroniqueur Yann Barthès de l'émission Le Petit Journal, le surnommant « la mouche du coche » en raison de ses interventions fréquentes, bruyantes et moqueuses envers les ministres UMP lors des séances télévisées de Questions au gouvernement, ainsi que pour son costume dans l'hémicycle (une veste rouge tranchant avec l'habillement généralement sombre des autres députés).

### Fan de Metal
Au cours du débat sur la loi Hadopi (printemps et été 2009), Patrick Roy fait connaître son intérêt pour le heavy metal en brandissant un exemplaire du magazine Rock Hard et en citant à deux reprises des groupes tels que Gojira, Dagoba, Opeth et Adagio devant l'Assemblée. Il récidive le 30 mars 2010 en brandissant le numéro spécial de Rock Hard consacré à l'édition 2009 du Hellfest lors des questions au gouvernement, en interrogeant le ministre de la Culture Frédéric Mitterrand sur les propos de Philippe de Villiers et Christine Boutin assimilant le festival à un rassemblement sataniste.
Le 5 juin 2010, il monte sur scène aux côtés de Mass Hysteria pour interpréter au chant et à la guitare Furia à l'occasion du festival Les Métallurgicales de Denain, festival qu'il a lui-même créé, qui a existé de 2009 à 2014 et a reçu des artistes majeurs de la scène hard rock et metal tels qu'Anthrax, Meshuggah, Paradise Lost, Soulfly, Destruction, The Haunted, Black Bomb A, Trust, Adagio, Loudblast, mais aussi de nombreux autres artistes internationaux, nationaux ou locaux.
Le 18 juin 2011, à la suite de sa mort, le festival Hellfest lui rend hommage en tirant un feu d'artifice en son honneur, sur la chanson For Those About to Rock du groupe AC/DC.

### Fin de vie et mort
En novembre 2010, il révèle qu'il souffre d'un cancer du pancréas,. Il reparaît dans le paysage public à l'occasion des E-toiles d'or 2011 et annonce le 4 février que son cancer est en rémission. Il reprend ses activités de député le 15 mars 2011. Il profite d'une nouvelle intervention en faveur de plus de diversité musicale et soutient le festival de metal de Clisson, le Hellfest (au cours de laquelle il cite à nouveau plusieurs groupes de heavy metal tels que Metallica ou Rammstein), pour remercier ses collègues de tous les courants politiques de leur soutien :

« Je viens de traverser, je traverse, une période difficile de ma vie d’homme. Dans ce combat contre la mort, j’ai été bouleversé par le soutien de mes collègues de gauche et du groupe socialiste, exemplaires autour du président Jean-Marc Ayrault, de Martine Aubry ; ces soutiens, tellement humains, m’ont permis de garder, toujours, un moral de vainqueur. Merci, merci à toutes et à tous.
Je dois dire aussi que j’ai été autant bouleversé par le soutien tout aussi humaniste du gouvernement, de vous collègues de droite, de vous Monsieur le Président, je n’oublierai jamais.
Alors que je vous vilipende à longueur de séance — je continuerai demain — vous avez été à mes côtés sans faille, toujours. Combien de fois j’ai pleuré d’émotion en vous lisant, en vous écoutant, en vous recevant, aujourd’hui je vais vous le dire, je suis très fier d’appartenir à cette belle démocratie française.
Face à la mort redoutée, il y a la vie espérée. Ce souffle, vous me l’avez tous donné, à gauche, à droite, au gouvernement. Jamais je n’oublierai. Et ce souffle, il faut aussi le donner aux millions de victimes qui, comme moi, luttent pour la vie. La vie est tellement belle. Ces victimes, aimez-les, aimons-les, entourez-les, entourons-les : le cœur accomplit des miracles.
Dès demain, je redeviens un opposant farouche mais je vais vous le redire : je vous aime toutes et tous, la vie est belle. Merci. »

— Intervention de Patrick Roy à l'Assemblée nationale, le 15 mars 2011.
Il entre à l'hôpital de Valenciennes le 2 mai 2011 et meurt le lendemain, dans le service de soins palliatifs de l'hôpital de Valenciennes, à l'âge de 53 ans. De nombreux hommages lui sont rendus de la part de toute la classe politique française, à commencer par le chef de l'État qui salue « son courage face au cancer ». L'après-midi même, les députés à l'Assemblée nationale observent en début de séance une minute de silence à sa mémoire.
Ses obsèques, dans la matinée du 7 mai 2011 à Denain, rassemblent près de 3 000 personnes. De nombreuses personnalités politiques font le déplacement : l'ensemble des parlementaires du Nord-Pas-de-Calais, le président de l'Assemblée nationale Bernard Accoyer, le président du groupe socialiste à l'Assemblée nationale Jean-Marc Ayrault et la première secrétaire du PS Martine Aubry, la ministre des Solidarités et de la Cohésion sociale Roselyne Bachelot, les anciens Premiers ministres Pierre Mauroy et Laurent Fabius ainsi que l'ancien ministre de l'Écologie Jean-Louis Borloo. Les musiciens du groupe de metal Mass Hysteria sont également présents.

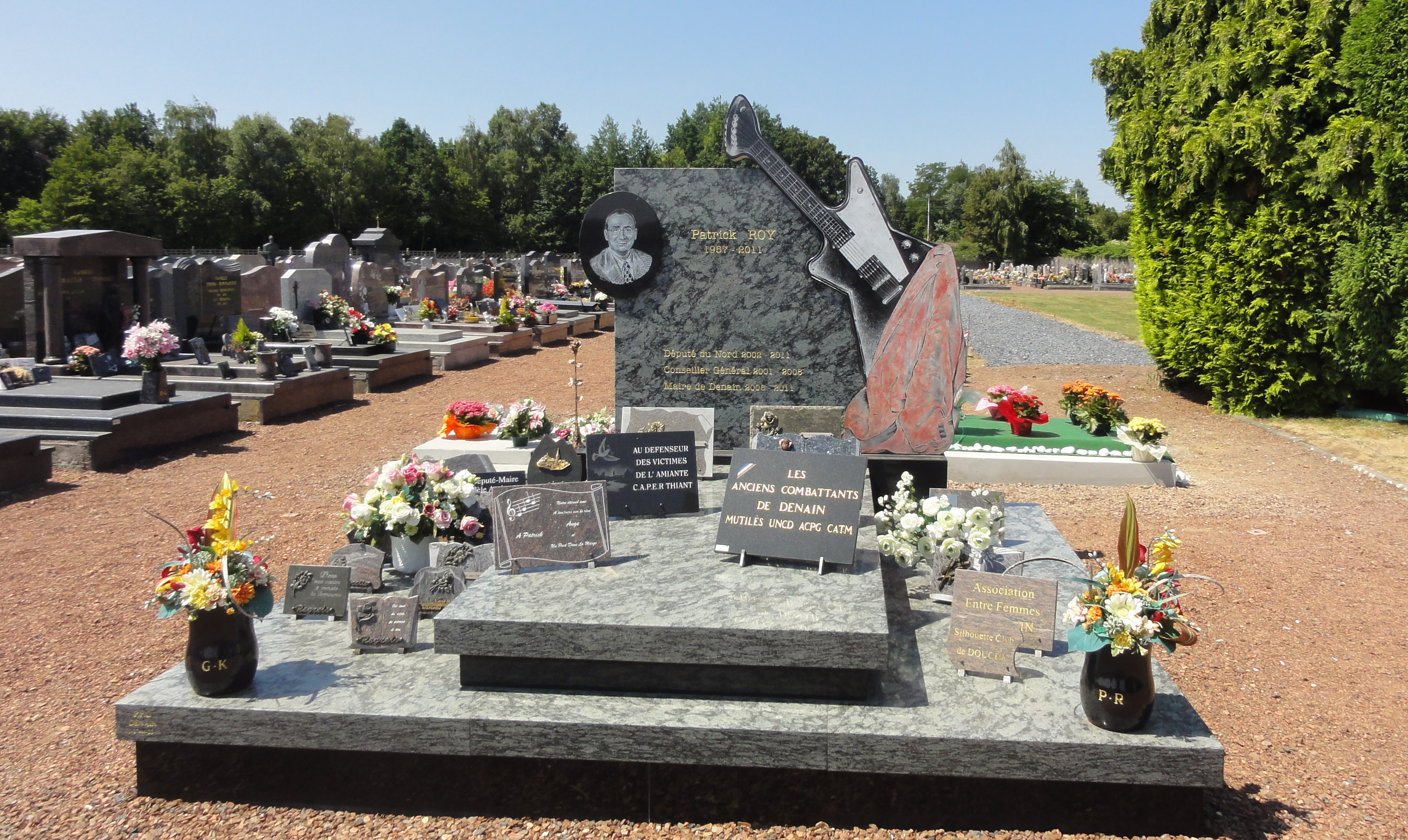
Sa tombe au cimetière de Denain.

Il est ensuite inhumé dans la plus stricte intimité au cimetière de Denain.
Anne-Lise Dufour-Tonini lui succède à la mairie de Denain et Marie-Claude Marchand à l'Assemblée nationale.

## Détail des mandats et fonctions
- 19 mars 2001 – 11 juillet 2002 : adjoint au maire de Denain.
- 19 mars 2001 – 16 mars 2008 : conseiller général du Nord, élu dans le canton de Denain.
- 19 juin 2002 – 2 mai 2011 : député, élu dans la 19e circonscription du Nord.
- 15 mars 2008 – 2 mai 2011 : maire de Denain.